# Propenă
Propena, cunoscută și ca propilenă, este o alchenă cu formula moleculară C3H6 și formula structurală CH2=CH-CH3. Are o legătură dublă C=C și este al doilea reprezentant al grupei alchenelor.

## Proprietăți
În condiții normale de temperatură și presiune, propena este un gaz și, cum este caracteristic pentru celelalte alchene, este incoloră și are un miros neplăcut.
Propena are o densitate și un punct de fierbere mai mare decât al etenei datorită masei mai mari. Punctul de fierbere este puțin mai mic decât al propanului și astfel este mai volatil.
Propena are aceeași formulă moleculară cu ciclopropanul dar atomii sunt legați diferit, deci cei doi compuși sunt izomeri de structură.